# Movimento Popular de Libertação de Angola
Die Movimento Popular de Libertação de Angola (MPLA; deutsch Volksbewegung zur Befreiung Angolas) war eine der drei wichtigsten angolanischen Befreiungsbewegungen gegen die Kolonialmacht Portugal und ist seit der Unabhängigkeit des Landes (1975) die beherrschende Partei Angolas. Sie konnte ihre politische Machtposition auch nach der Einführung des Mehrparteiensystems im Jahr 1990 behaupten und regiert das Land bis in die Gegenwart mit einer relativ stabil erscheinenden absoluten Mehrheit autoritär.
Die Partei mit Sitz in Luanda wurde ursprünglich als marxistische bzw. kommunistische Bewegung gegründet, jedoch hat sich die MPLA im Lauf der Jahre in ihrer Ausrichtung zusehends sozialdemokratischen Positionen angenähert.

## Geschichte

Die Flagge der MPLA wurde zur Grundlage für die Flagge Angolas

Die MPLA wurde 1956 gegründet und rekrutierte sich vorwiegend, aber keineswegs ausschließlich aus den im Gebiet von Luanda bis Malange lebenden Ambundu, aber auch aus der Mischlingsbevölkerung und einer Minderheit der Angolaportugiesen. 1961–74 führte sie einen Guerillakrieg gegen die portugiesische Kolonialmacht, wobei sie vor allem von der UdSSR und Kuba unterstützt wurde. Mit deren Hilfe konnte die MPLA über die rivalisierenden Bewegungen FNLA und UNITA die Oberhand gewinnen, nachdem sich das nunmehr demokratische Portugal nach der Nelkenrevolution 1974 zum Rückzug aus seinen Kolonien entschlossen hatte. Am 11. November 1975 rief die MPLA die Unabhängigkeit der Volksrepublik Angola aus. Sie stellte auch den ersten Präsidenten, Agostinho Neto, und führte ein Einparteiensystem ein, das dem der damaligen sozialistischen Länder Europas nachempfunden war. Sie sah sich jedoch sofort der bewaffneten Opposition von UNITA und FNLA gegenüber und es kam zum Bürgerkrieg in Angola.
Von Beginn an kam es zu Richtungskämpfen innerhalb der MPLA, bei denen Agostinho Neto mit harter Hand, oft durch blutige Unterdrückung, seine Vormacht durchsetzte. Nach seinem Tod im Jahre 1979 entwickelte sich die MPLA jedoch im Verlauf eines Jahrzehnts von einer sich kommunistisch-sozialistisch gebenden zu einer sozialdemokratischen Partei. Im Jahre 1990 änderte sie die Verfassung und führte ein Mehrparteiensystem ein. Bei den darauffolgenden Wahlen gewann sie – gegen ihre Rivalen aus dem antikolonialen Krieg und einige neu gegründete Parteien – im Parlament die absolute Mehrheit. Bei den gleichzeitigen Präsidentenwahlen erhielt der (nach dem Tode Agostinho Netos ausgewählte) MPLA-Vorsitzende und Staatspräsident José Eduardo dos Santos die relative, jedoch nicht die absolute Mehrheit gegen Jonas Savimbi, den Vorsitzenden der UNITA. Letzterer erkannte die Wahlergebnisse nicht an und nahm die Kriegshandlungen sofort wieder auf.

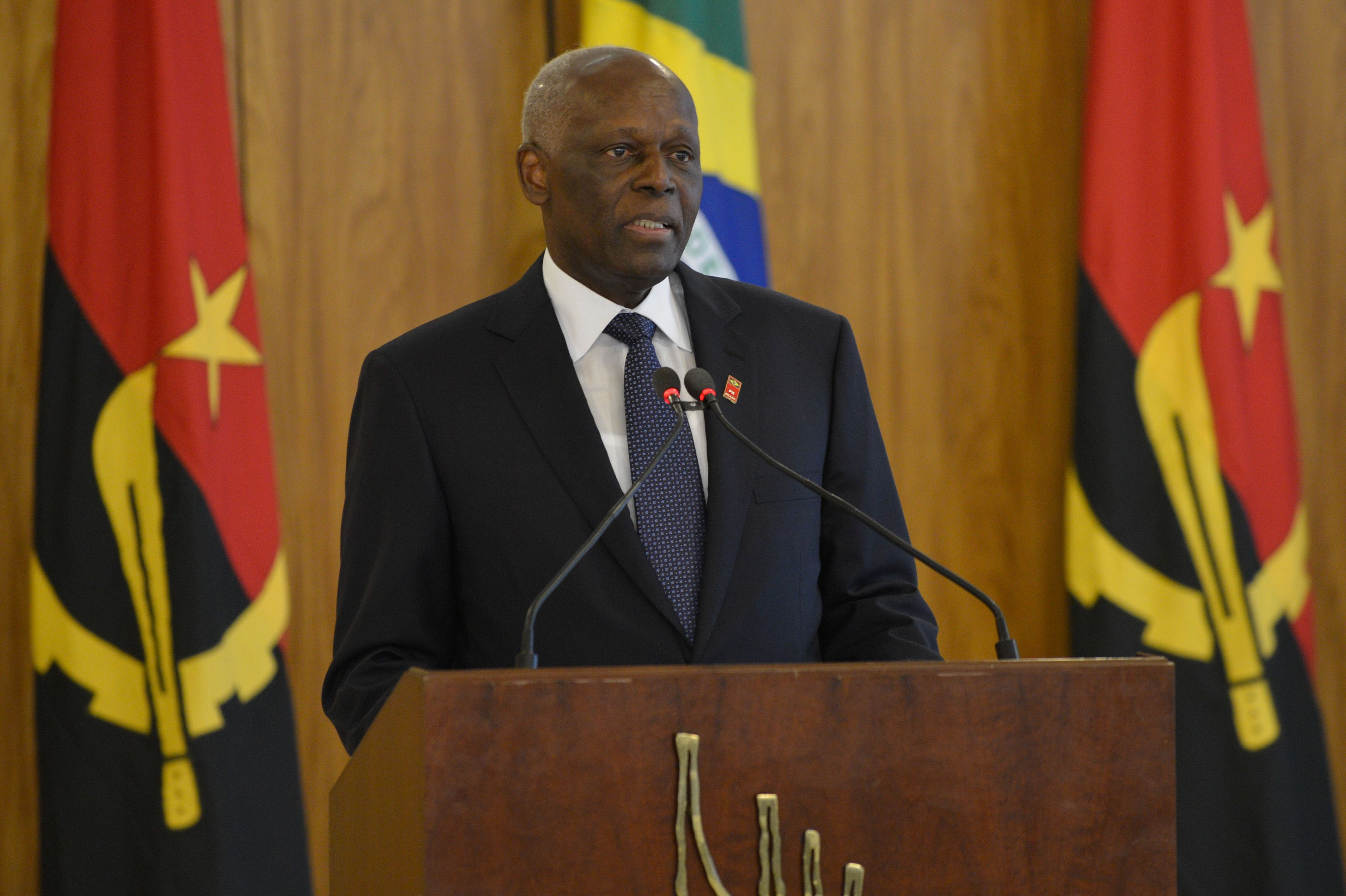
José Eduardo dos Santos, Vorsitzender der MPLA und von 1979 bis 2017 Präsident der Republik Angola, damit zugleich auch Regierungschef und Oberkommandierender der Streitkräfte (Fotografie aus dem Jahr 2014)

Nach Savimbis Tod im Jahre 2002 ließ die MPLA erst 2008 erneut Parlamentswahlen durchführen, bei denen sie knapp 82 Prozent der Stimmen erhielt. Ein Ergebnis in dieser Höhe war von niemandem erwartet worden und wurde bei Wahlanalysen innerhalb wie außerhalb der MPLA in erster Linie mit der geringen Glaubwürdigkeit der anderen Parteien erklärt, vor allem UNITA und FNLA. Erst in zweiter Linie schlugen die Leistungen beim Aufbau des Landes zu Buche, die in vielen Teilen des Landes unübersehbar waren, aber noch viel zu wünschen übrig ließen und von flagranten Missständen (Korruption, soziale Ungleichheit, schlechtem Funktionieren von Staatsapparat und öffentlichen Unternehmen) überschattet wurden. Mit ihrer neuen Mehrheit setzte sie 2010 eine neue Verfassung durch, nach der der Vorsitzende und der stellvertretende Vorsitzende der im Parlament stärksten Partei automatisch Staatspräsident bzw. Vize-Präsident werden. Da gleichzeitig die Gewaltenteilung weitestgehend aufgehoben ist, hat sich die MPLA für die vorausschaubare Zukunft faktisch die Rolle einer Staatspartei gesichert. 2009–2012 bemühte sie sich – schon aus ihrem Selbsterhaltungstrieb heraus – beim weiteren Wieder- und Neuaufbau stärker um die Bekämpfung der Mängel, ohne allerdings den autoritären Charakter des Regimes infrage zu stellen.
Erneute Parlamentswahlen wurden 2012 durchgeführt. Im Gegensatz zu früheren Erklärungen war José Eduardo dos Santos wiederum Spitzenkandidat der MPLA. Dessen Stimmenanteil ging zwar leicht zurück, auf rund 72 %, doch behielt sie ihre beherrschende Stellung bei und stellte sicher, dass ihr Vorsitzender weiterhin Staatspräsident bleibt. Empfindlich getroffen wurde die Partei allerdings dadurch, dass in der zentral wichtigen Hauptstadtprovinz Luanda, wo sich ein Viertel der Gesamtbevölkerung des Landes ballt, die Enthaltung 42 % betrug und die Oppositionsparteien zusammen rund 40 % der abgegebenen Stimmen erhielten – sich also nur um die 25 % der Wahlberechtigten für die MPLA entschieden.
Bei den Wahlen 2017 erreichte die MPLA rund 65 % der Stimmen und damit erneut die absolute Mehrheit. Nach Präsident dos Santos’ Amtsverzicht war João Lourenço Spitzenkandidat und daher nach dem Wahlsieg designierter Nachfolger des langjährigen Präsidenten, der jedoch den Parteivorsitz behielt.
Die Wahlen 2022 gewann die MPLA mit Lourenço erneut, diesmal mit 51 % der Stimmen.